# Емма Флуд
Емма Флуд (норв. Emma Flood; нар. 13 жовтня 1990) — колишня норвезька тенісистка.
Найвищу одиночну позицію світового рейтингу — 483 місце досягла 4 травня 2015, парну — 749 місце — 13 жовтня 2014 року.
Здобула 3 одиночні та 2 парні титули.

## Фінали ITF

### Одиночний розряд (3–2)
| Легенда          |
| ---------------- |
| турніри $100,000 |
| турніри $75,000  |
| турніри $50,000  |
| турніри $25,000  |
| турніри $10,000  |

| Фінали за покриттям |
| ------------------- |
| Тверде (3–2)        |
| Ґрунт (0–0)         |
| Трава (0–0)         |
| Килим (0–0)         |

| Результат | Ранг | Дата             | Турнір               | Покриття   | Суперниця      | Рахунок     |
| --------- | ---- | ---------------- | -------------------- | ---------- | -------------- | ----------- |
| Поразка   | 1.   | 16 жовтня 2010   | ITF Паттая, Таїланд  | Тверде     | Луксіка Кумхум | 4–6, 3–6    |
| Поразка   | 2.   | 10 травня 2014   | ITF Бангкок, Таїланд | Тверде     | Сюнь Фан'їн    | 3–6, 4–6    |
| Перемога  | 1.   | 1 листопада 2014 | ITF Осло, Норвегія   | Тверде (i) | Тесс Суньйо    | 6–3, 6–3    |
| Перемога  | 2.   | 8 березня 2015   | ITF Цзянмень, КНР    | Тверде     | Тан Хаочень    | 7–6(7), 6–3 |
| Перемога  | 3.   | 7 листопада 2015 | ITF Осло, Норвегія   | Тверде (i) | Мелані Стокке  | 6–2, 6–4    |

### Парний розряд (2–1)
| Легенда          |
| ---------------- |
| турніри $100,000 |
| турніри $75,000  |
| турніри $50,000  |
| турніри $25,000  |
| турніри $10,000  |

| Фінали за покриттям |
| ------------------- |
| Тверде (1–0)        |
| Ґрунт (1–1)         |
| Трава (0–0)         |
| Килим (0–0)         |

| Результат | Ранг | Дата           | Турнір                 | Покриття | Партнерка        | Суперниці                    | Рахунок               |
| --------- | ---- | -------------- | ---------------------- | -------- | ---------------- | ---------------------------- | --------------------- |
| Перемога  | 1.   | 26 липня 2014  | ITF Стамбул, Туреччина | Тверде   | Ніккі Люттікгейс | Гао Сіню Є Цююй              | 7–6(5), 2–6, [10–6]   |
| Поразка   | 1.   | 12 червня 2015 | ITF Адана, Туреччина   | Ґрунт    | Анетте Мунозова  | Айла Аксу Меліс Сезер        | 7–6(7–5), 4–6, [3–10] |
| Перемога  | 2.   | 1 серпня 2015  | ITF Pärnu, Естонія     | Ґрунт    | Ева Ваканно      | Йоана Ейдуконіте Гелен Паріш | 6–4, 6–2              |